# Andreas Klarström
Andreas Klarström (født 23. december 1977) er en svensk fodboldspiller, der spiller i Fristads GoIF. Han er 174 cm høj.

## Karriere
Klarström har tidligere spillet i Esbjerg fB, hvortil han kom til i foråret 2006 fra IF Elfsborg, hvor han bl.a. sammen med Fredrik Berglund (de to spillede sammen i EfB i foråret 2006) vandt den svenske pokalturnering i 2001.
Han har tidligere spillet i Brämhults IK og IK Start.